# Xanthostemon oppositifolius
Xanthostemon oppositifolius är en myrtenväxtart som beskrevs av Frederick Manson Bailey. Xanthostemon oppositifolius ingår i släktet Xanthostemon och familjen myrtenväxter. IUCN kategoriserar arten globalt som starkt hotad. Inga underarter finns listade i Catalogue of Life.